# Дарови моје рођаке Марије
Дарови моје рођаке Марије је југословенски хорор ТВ филм из 1969. године. Режирао га је, и сценарио написао Ђорђе Кадијевић, према приповеци Момчила Настасијевића Запис о даровима моје рођаке Марије. Филм је значајан као први филм у историји српске и југословенске кинематографије који садржи елементе хорор жанра.

## Заплет
Мома стиже у мали град да посети кућу своје покојне рођаке Марије. Кроз његово приповедање открива се да је Марија умрла млада, остављајући за собом старицу која ју је усвојила након мајчине смрти и њене венчане дарове (мираз). Чувши за Маријину смрт, Мома, иако је једини наследник њеног имања, одложио је путовање у њен град. Коначно, после неколико година, обузела га је необјашњива туга због Маријине судбине и одлучио је да посети њено имање.
У почетку кућа делује празно, али онда упознаје Маријину усвојитељицу. Жена је незадовољна Момином посетом и саветује му да оде, али му ипак дозвољава приступ кући. Мома објашњава да жели само да сазна нешто о Марији и да види Маријин мираз. У једној соби проналази огледало прекривено комадом тканине. Након што је скинуо тканину и открио да је огледало напукло, накратко се онесвестио. Старица му исприча причу о Марији.
Марија је била лепа и удварали су јој се бројни младићи. Постала је сујетна и почела је да проводи све више времена испред огледала. Неколико младића ју је запросило, али је она одбила и исмевала их. Један од њих је извршио самоубиство вешањем, због чега се Марија дубоко покајала због својих поступака. Наредних година је провела припремајући мираз, али ниједан удварач није долазио у кућу. Њена усвојитељка је почела да примећује промене у Маријином понашању, али није била сигурна да ли су оне резултат лудила или прочишћења. Једне ноћи усвојитељка је чула чудне звукове из Маријине собе, а по уласку у њу открила је да је огледало напукло и имала је визије Марије са седом косом и у чудном стању празнине. Откривено је да је Марија заправо умрла те ноћи.
Након што жена заврши своју причу, Мома тражи да преноћи у кући. Старица се повлачи у кревет, а Мома безуспешно покушава да пронађе кључ да откључа ковчег са Маријиним миразом. Док то ради, чује буку и бежи из куће, обарајући запаљену свећу док одлази. Напушта кућу у зору само са паром Маријиних папуча. Чује црквена звона и види мештане како трче ка Маријиној запаљеној кући. Чује неколико мушкараца како разговарају о пожару. Један од њих верује да је пожар морао бити изазван жаром из камина, али други тврди да је то немогуће јер је кућа празна седам година.

## Улоге
| Глумац           | Улога |
| ---------------- | ----- |
| Љубомир Ћипранић |       |
| Богдан Јакуш     |       |
| Љиљана Крстић    | Дада  |
| Слободан Перовић |       |
| Неда Спасојевић  |       |
| Иван Ђурђевић    |       |
| Бранко Петковић  |       |